# Anton Christian Hall
Anton Christian Hall, beter bekend als Chr. Hall, (Tromsø, 10 augustus 1841, Christiania, 29 november 1911 was een Noors priester.
Hij werd geboren als tweede zoon in het huwelijk van proost Hans Hall en Pauline Irgens Holmboe Stoltenberg. Hij is broer van de eveneens priester geworden Birger Anneus Hall en zakenman Karl Hall. Hij is oom van medicus Karl Victor Hall en componiste Pauline Hall. Hijzelf huwde Sara Jacobine Brodtkorb, dochter van een schildknaap. Hun dochter Halfrid Pauline Hall huwde advocaat Aage Andreas Casse Schou en baarde kunstenaar Aage Schou.
Hij studeerde af in theologie in Oslo (toen Christiania) in 1867. Hij werd daarop priester in verschillende parochies in Noorwegen om uiteindelijk te eindigen waar hij begonnen was. Hij werd proost in Tromsø. Hij verdiepte zich in de jeugd en richtte op diverse plaatsen jeugdverenigingen op. Hij was enige tijd secretaris van jeugdwerk in Oslo. Hij was voorts legerpriester in Oslo. In 1894 ontving hij de Orde van Sint Olaf, was commandeur in de Orde van de Dannebrog en ridder in de Zweedse Orde van de Poolster.